# 朱舜水透明介
朱舜水透明介（学名：Pellucistoma chushunshui）为魚形介科透明介屬下的一个种。